# Ondřejov u Kaplice
Ondřejov u Kaplice (deutsch Andreasberg im Bezirk Krumau) ist ein aufgelassener Ort auf dem heutigen Truppenübungsplatz Boletice im Bezirk Okres Český Krumlov.

## Geschichte
Andreasberg war ein Dorf, das nördlich von Ogfolderhaid auf 1006 Höhenmetern im Böhmerwald lag. Es gehörte zum Gerichtsbezirk  Kalsching und war Teil einer Pfarrgemeinde, die aus den Ortschaften Blumenau, Hinterhaid, Kriebaum, Kollern, Neudörfl, Pragerstift und Teilen von Ratschin bestand.
Von 1674 bis 1701 wurde Andreasberg im Kalschinger Grundbuch als „Steinkollern“ bezeichnet. 1728 erfolgte der Bau der Kirche unter Fürst Adam von Schwarzenberg auf der Siedelstätte „Andreas Berg“, weshalb die Kirche und das Dorf „Andreasberg“ genannt wurden. Gemäß einer Urkunde des Krummauer Schlossarchivs vom 11. Mai 1706 entstand das Dorf aus den „Kollerhäuserln“, also den Häusern der dortigen Köhler.
1910 hatte Andreasberg 209 Einwohner in 40 Häusern, 1930 zählte man nur noch 200 Einwohner.
Nach der Vertreibung der Deutschen aus der Tschechoslowakei 1945/46 war Andreasberg kaum mehr bewohnt und wurde ab 1947 vollständig abgesiedelt. Nachdem das gesamte Gebiet um Andreasberg 1949 von der Zivilbevölkerung geräumt war, begann der fast vollständige Abriss aller Dörfer und der Bau des Truppenübungsplatzes Boletice.